# Catostomus latipinnis
Catostomus latipinnis es una especie de peces de la familia Catostomidae.

## Morfología
Los machos pueden llegar alcanzar los 56 cm de longitud total.

## Distribución geográfica
Se encuentran en Norteamérica: en la cuenca del río Colorado desde el suroeste de Wyoming hasta el sur de Arizona (Estados Unidos ).